# 虛界怪造學
《虛界怪造學》是日本輕小說作家日日日在角川Sneaker文庫出版的作品，插畫為榎波克己擔任。台灣由尖端出版社代理其台灣中文版的出版。獲得第8回角川學園小說大賞的〈優秀賞〉受賞作。番外篇在《The Sneaker》連載中。

## 劇情大意
在人們生活的現界之外還有一個虛界，而經由貴金屬虛界石和咒術招換虛界的『怪造生物』的技術就叫虛界怪造學，由於危險度高受到人們畏懼，但是還是有一群『怪造學者』投入研究此道。
本作是描述少女空井伊依為了創造出人類與虛界的怪造生物一起共存的世界而到古頃怪造高中就讀的故事。

## 登場人物
空井伊依
本書主角，知名的怪造教授空井滅作之女，古頃怪造高中的一年級怪造學見習生。抱持著『怪造生物是朋友』的信念，為了達成讓怪造生物與人一起生活的夢想而修習怪造學。和父親常常拌嘴。
空井滅作
伊依之父，有天才的稱號的怪造學教授，原怪造學執行部部長。因為試圖怪造魔王失敗而。
現在附身在伊依戴在身上的頭骨型鍊墜中，是他在死前將靈魂轉到特殊的怪造生物之中，而且他的聲音只有伊依聽的到。
桃子
一種叫《雪童》的下級二位怪造生物，伊依的朋友。桃子這個名字是伊依命名的。只會發出「咕嚕沙丹啾拉」的聲音。

### 古頃怪造高中相關人物

#### 教職員
宇宙木 冰蜜
古頃怪造高中的校長，怪造學教授。在試圖怪造上級一位的怪造生物《冰雪舞姬》時出意外，變成非常怕冷的體質。很看好伊依。
蟻馬　磁獄
古頃怪造高中的教員，怪造學者。一年月組的導師，因為對受到校長青睞的伊依看不慣，因而常常特意刁難她。
鍊之島　了信
獨居在古頃怪造高中第三倉庫的怪造學者，原擔任伊依的實習指導。自從妻兒死在自己的一時不查而造成的意外中之後，就致力於《鳳凰》的怪造，卻在成功的那瞬間遭到燒去上半身的下場。
妖森　吉音
古頃怪造高中的教員，怪造學者。也是伊依所屬的一年星組的導師。

#### 學生
魅神 香美
伊依的朋友，擁有怪造出中級一位的怪造生物實力的怪造實習生。非常喜歡會發出腐臭味的屍體和類似的怪造生物。
片津理夢
伊依的室友，幾乎每次出場都在睡覺。只有幾次用紙條和伊依對話過。
魑魅寺　屍丸
伊依的同班同學，擁有睜著眼睛睡覺的特技。

#### 空蟬寮的相關人物
闇宮　血影
古頃怪造高中學生宿舍空蟬寮的寮母，會作出奇怪的料理。
闇宮　影文
居住在空蟬寮的少年，好像是闇宮血影的弟弟，但兩人好像隱瞞了某些事。

## 用語
怪造
能將另一個世界-虛界的生物招換到這世界的技術，需搭配《門》和咒文使用的技術，由於不實用及需要天分，研究者極少。研究者分為三個階級，低階的怪造實習生，怪造學者，人數只有區區幾人的怪造教授，而容易因為發生意外而亡也是怪造學人數減少的原因之一。
怪消
與怪造相反是將怪造生物送回的技術。一般只有怪造該生物的研究者能夠將其怪消。除非是在該生物睡著或昏厥、受傷而變得虛弱的時候才可能被其他學者怪消。
虛界
在某次的天災中被人發現到的異世界，也就是怪造生物生存的世界。
現界
相對於虛界，是主角們的現實世界。
怪造生物
生存在虛界的特異生物，可經由怪造而招喚到現界，經由其戰鬥力及特殊能力等數值被人主觀分類為三個等級，每個等級再細分為三個位階。
物造
類似召喚生物的怪造，只是從虛界帶來的是物質。是部分怪造學研究者專注的領域。
門
使用能夠連接虛界和現界的特殊貴金屬-虛界石造出的手環，是怪造所必需的設備。是直接配送給有志修習怪造學的人的設備，若是放棄修習者必須繳回，怪造學見習生分配到的為白色，怪造學者則是紅色，怪造學教授則是金色。

### 怪造生物
魔王
虛界的支配者，所有怪造生物的根源。
鳳凰
上級一位的怪造生物，擁有區別生與死的怪造生物的稱號。
冰雪舞姬
擁有「雪與冰的支配者」稱號的上級一位怪造生物，造成宇宙木怕冷體質的元兇。
雪童
下級三位的怪造生物，名副其實擁有造雪的能力。
癲癇蜥蜴
有著爬蟲類外表，二足步行的中級二位的怪造生物。
火之粉
小狗外型，全身紅色的下級二位怪造生物
木靈
能夠操控聲音的下級二位怪造生物。
黑暗編織者
能夠製造黑暗的下級三位怪造生物
蒐集冥王
能使亡者的怨念重現為聲音的怪造生物。

## 出版書籍
虛界怪造學
| 集數 | 日文副標題        | 中文副標題           | 角川書店       | 角川書店               | 尖端出版社    | 尖端出版社             |
| 集數 | 日文副標題        | 中文副標題           | 發售日期       | ISBN                   | 發售日期      | ISBN                   |
| ---- | ----------------- | -------------------- | -------------- | ---------------------- | ------------- | ---------------------- |
| I    |                   | 無名的鳳凰           | 2005年5月31日  | ISBN 4-04-481001-X     | 2008年6月20日 | ISBN 978-957-103-863-6 |
| II   |                   | 單色的天使           | 2005年11月30日 | ISBN 4-04-481002-8     | 2008年9月22日 | ISBN 978-957-103-931-2 |
| III  |                   | 危險的眼球           | 2006年4月28日  | ISBN 4-04-481003-6     | 2010年5月20日 | ISBN 978-957-104-293-0 |
| IV   |                   | 吹笛子男人夢想的世界 | 2006年9月30日  | ISBN 4-04-481004-4     | 2012年4月11日 | ISBN 978-957-104-829-1 |
| V    |                   | 騙子魔女注視的未來   | 2006年12月28日 | ISBN 4-04-481005-2     | 2012年8月17日 | ISBN 978-957-104-900-7 |
| VI   |                   |                      | 2007年4月28日  | ISBN 978-4-04-481006-1 |               |                        |
| VII  | Pandora OnlyOne   |                      | 2007年8月31日  | ISBN 978-4-04-481007-8 |               |                        |
| VIII | Every DayDream    |                      | 2007年12月28日 | ISBN 978-4-04-481008-5 |               |                        |
| IX   | Hyper SamuraiSoul |                      | 2008年8月1日   | ISBN 978-4-04-481009-2 |               |                        |
| X    |                   |                      | 2009年2月28日  | ISBN 978-4-04-481011-5 |               |                        |

ジャンクガール・ジグ（番外篇）
| 集數 | 副標題 | 角川書店      | 角川書店               |
| 集數 | 副標題 | 發售日期      | ISBN                   |
| ---- | ------ | ------------- | ---------------------- |
| 1    |        | 2008年9月30日 | ISBN 978-4-04-481010-8 |
| 2    |        | 2009年3月31日 | ISBN 978-4-04-481012-2 |